# Torneo Interbritannico 1971
Il Torneo Interbritannico 1971 fu la settantacinquesima edizione del torneo di calcio conteso tra le Home Nations dell'arcipelago britannico. Il torneo fu vinto dall'Inghilterra. 

## Risultati
| Data           | Luogo   | Squadra 1        | Risultato | Squadra 2        |
| -------------- | ------- | ---------------- | --------- | ---------------- |
| 15 maggio 1971 | Belfast | Irlanda del Nord | 0 - 1     | Inghilterra      |
| 15 maggio 1971 | Cardiff | Galles           | 0 - 0     | Scozia           |
| 18 maggio 1971 | Glasgow | Scozia           | 0 - 1     | Irlanda del Nord |
| 19 maggio 1971 | Londra  | Inghilterra      | 0 - 0     | Galles           |
| 22 maggio 1971 | Belfast | Irlanda del Nord | 1 - 0     | Galles           |
| 22 maggio 1971 | Londra  | Inghilterra      | 3 - 1     | Scozia           |

## Classifica
| Pos | Squadra          | Pti | G | V | N | P | GF | GS |
| --- | ---------------- | --- | - | - | - | - | -- | -- |
| 1   | Inghilterra      | 5   | 3 | 2 | 1 | 0 | 4  | 1  |
| 2   | Irlanda del Nord | 4   | 3 | 2 | 0 | 1 | 1  | 2  |
| 3   | Galles           | 2   | 3 | 0 | 2 | 1 | 0  | 1  |
| 4   | Scozia           | 1   | 3 | 0 | 1 | 2 | 1  | 4  |